# باب مک‌نیل
باب مک‌نیل (انگلیسی: Bob McNeil؛ ۱۸۹۱ – ۲۱ فوریه ۱۹۴۸) یک بازیکن فوتبال بود. 
وی سابقه ۲۷۹ بازی در باشگاه فوتبال چلسی را دارد.